# Liste der Kulturdenkmale in Rudelswalde

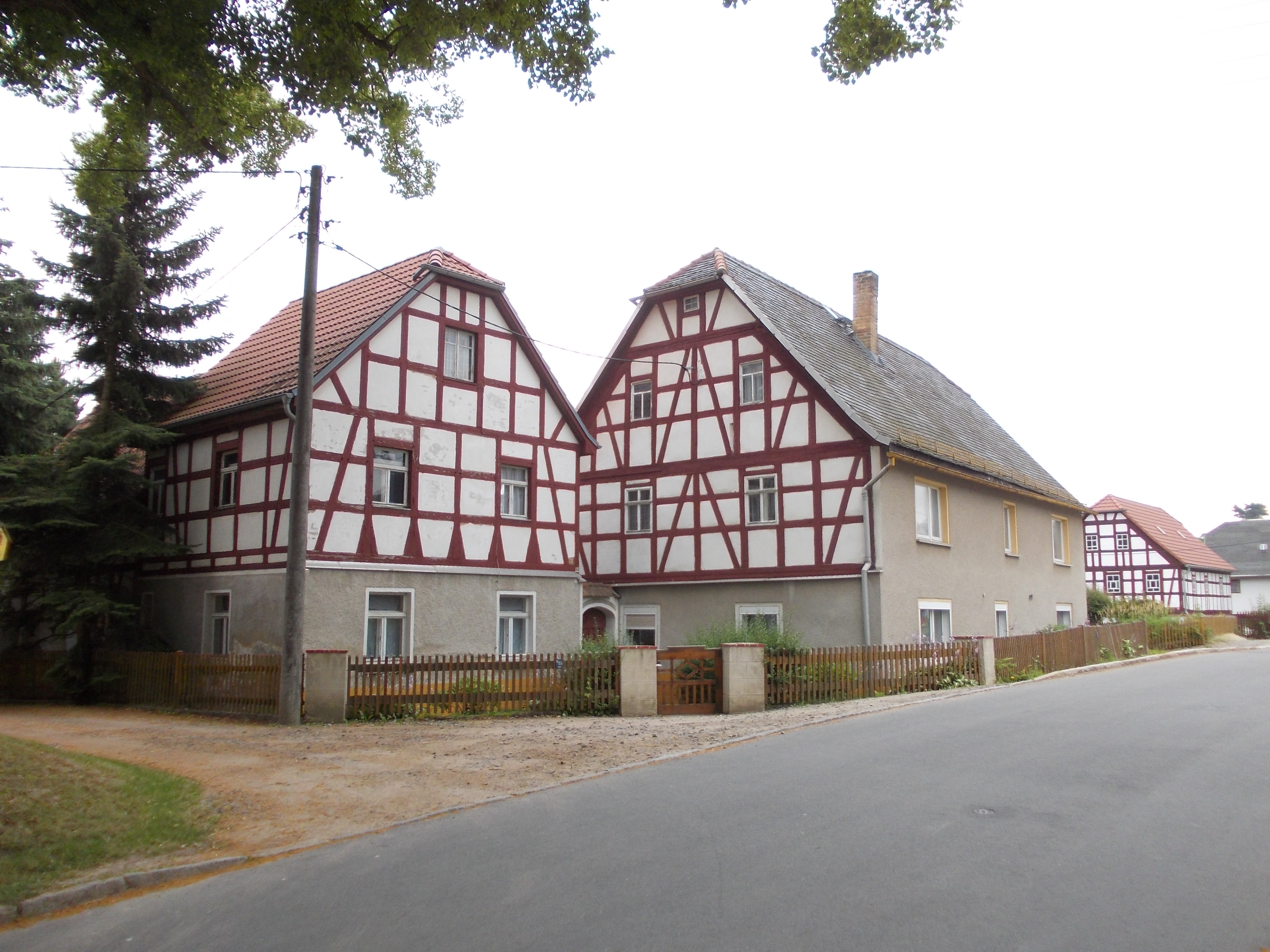
Fachwerkhäuser in Rudelswalde

Die Liste der Kulturdenkmale in Rudelswalde enthält die in der amtlichen Denkmalliste des Landesamtes für Denkmalpflege Sachsen ausgewiesenen Kulturdenkmale im Crimmitschauer Ortsteil Rudelswalde.

## Legende
- Bild: Bild des Kulturdenkmals, ggf. zusätzlich mit einem Link zu weiteren Fotos des Kulturdenkmals im Medienarchiv Wikimedia Commons. Wenn man auf das Kamerasymbol klickt, können Fotos zu Kulturdenkmalen aus dieser Liste hochgeladen werden:
- Bezeichnung: Denkmalgeschützte Objekte und ggf. Bauwerksname des Kulturdenkmals
- Lage: Straßenname und Hausnummer oder Flurstücknummer des Kulturdenkmals. Die Grundsortierung der Liste erfolgt nach dieser Adresse. Der Link (Karte) führt zu verschiedenen Kartendiensten mit der Position des Kulturdenkmals. Fehlt dieser Link, wurden die Koordinaten noch nicht eingetragen. Sind diese bekannt, können sie über ein Tool mit einer Kartenansicht einfach nachgetragen werden. In dieser Kartenansicht sind Kulturdenkmale ohne Koordinaten mit einem roten bzw. orangen Marker dargestellt und können durch Verschieben auf die richtige Position in der Karte mit Koordinaten versehen werden. Kulturdenkmale ohne Bild sind an einem blauen bzw. roten Marker erkennbar.
- Datierung: Baubeginn, Fertigstellung, Datum der Erstnennung oder grobe zeitliche Einordnung entsprechend des Eintrags in der sächsischen Denkmaldatenbank
- Beschreibung: Kurzcharakteristik des Kulturdenkmals entsprechend des Eintrags in der sächsischen Denkmaldatenbank, ggf. ergänzt durch die dort nur selten veröffentlichten Erfassungstexte oder zusätzliche Informationen
- ID: Vom Landesamt für Denkmalpflege Sachsen vergebene, das Kulturdenkmal eindeutig identifizierende Objekt-Nummer. Der Link führt zum PDF-Denkmaldokument des Landesamtes für Denkmalpflege Sachsen. Bei ehemaligen Kulturdenkmalen können die Objektnummern unbekannt sein und deshalb fehlen bzw. die Links von aus der Datenbank entfernten Objektnummern ins Leere führen. Ein ggf. vorhandenes Icon  führt zu den Angaben des Kulturdenkmals bei Wikidata.

## Rudelswalde
| Bild                                    | Bezeichnung                                                                                             | Lage                        | Datierung                 | Beschreibung | ID       |
| --------------------------------------- | --- | --------------------------- | ------------------------- | --- | -------- |
| Weitere Bilder                          | Kirche und Gedenkstein für die Gefallenen des Ersten Weltkrieges                                        | Westbergstraße (Karte)      | 1813                      | Ortsgeschichtlich und baugeschichtlich von Bedeutung, kleine Saalkirche mit Dachreiter. Kleiner, schlichter rechteckiger Bau mit Mitteldachreiter. | 09240184 |
| Direkt Bild zu diesem Denkmal hochladen | Häuslerhaus (Umgebindehaus)                                                                             | Westbergstraße 73 (Karte)   | 1719                      | Sozialgeschichtlich und baugeschichtlich von Bedeutung, ein ortsbildprägendes Umgebindehaus. Erdgeschoss und Obergeschoss Fachwerk, angebauter Seitenflügel: Erdgeschoss massiv, Fachwerk Obergeschoss, älterer Teil des Hauses mit Satteldach, Umgebinde, Blockstube, Holzeinschubdecke, am Umgebinde teilweise gezapfte Kopfbänder oder geblattete Kopfstreben, Obergeschoss mit gezapften Streben, Ständer im Erdgeschoss eindeutig gebeilt. | 09240189 |
| Direkt Bild zu diesem Denkmal hochladen | Wohnstallhaus mit Anbau, Scheune und Torhaus eines Vierseithofes                                        | Westbergstraße 77 (Karte)   | 19. Jahrhundert           | Wirtschaftsgeschichtlich und baugeschichtlich von Bedeutung, das Torhaus ein ortsbildprägender Fachwerkbau. - Torhaus: Satteldach, liegender Stuhl, - Wohnhaus: Nachträglich um Seitenflügel erweitert, Giebel massiv, wahrscheinlich um 1890, - Scheune: Fachwerk, Kniestock, Krüppelwalmdach. | 09240188 |
| Direkt Bild zu diesem Denkmal hochladen | Seitengebäude (mit Durchfahrt), Scheune und Seitengebäude eines Bauernhofes                             | Westbergstraße 79 (Karte)   | 2. Hälfte 18. Jahrhundert | Wirtschaftsgeschichtlich und baugeschichtlich von Bedeutung, Fachwerkbauten. Scheune: Kniestock, alle Satteldach, guter Originalbestand, wichtig für Ortsbild, teilweise originale Fenster erhalten. | 09240187 |
| Direkt Bild zu diesem Denkmal hochladen | Scheune und Seitengebäude eines Vierseithofes                                                           | Westbergstraße 81 (Karte)   | 19./20. Jahrhundert       | Baugeschichtlich von Bedeutung, Fachwerkbauten, wichtig für Straßenbild. - Scheune: Fachwerk, Krüppelwalmdach, - Seitengebäude: Satteldach, Erdgeschoss massiv, Fachwerk Obergeschoss. | 09240186 |
| Direkt Bild zu diesem Denkmal hochladen | Wohnstallhaus, Scheune, Seitengebäude mit Durchfahrt und Seitengebäude eines Vierseithofes              | Westbergstraße 83 (Karte)   | um 1800                   | Sozialgeschichtlich und baugeschichtlich von Bedeutung, geschlossen erhaltener Bauernhof in Fachwerkbauweise. - Seitengebäude: Giebel mit Lüftungsschlitzen, spätes Fachwerk um 1900, ansonsten Bausubstanz um 1810, Hof nicht besichtigt, wichtig für Ortsbild durch Lage neben der Dorfkirche und guten Originalbestand, - Stall um 1900: Satteldach, - Seitengebäude mit Durchfahrt: Krüppelwalmdach, - Wohnhaus: Krüppelwalmdach. | 09240183 |
| Direkt Bild zu diesem Denkmal hochladen | Wohnstallhaus, Stallgebäude, Scheune und zwei hintereinander stehende Seitengebäude eines Vierseithofes | Westbergstraße 85 (Karte)   | 1. Hälfte 19. Jahrhundert | Sozialgeschichtlich und baugeschichtlich von Bedeutung, geschlossen erhaltener ortsbildprägender Bauernhof, zumeist Fachwerkbauten. - Wohnhaus: Um 1810, liegender Stuhl, Fachwerk Obergeschoss, Erdgeschoss massiv, Straßenseite massiv ersetzt, Giebel wichtig für Ortsbild, zu breite und zu große Fenster, - Stallgebäude: Um 1900, massiv, originale Fassadengliederung, - Seitengebäude: Kleines Wohnhaus, um 1900, Fachwerk Obergeschoss, an Seitengebäude angebaut, Knaggen, Erdgeschoss massiv, - Das daran angebaute Seitengebäude: Um 1800, Fachwerk Obergeschoss, Erdgeschoss massiv, Satteldach, - Scheune: Zweigeschossig, Fachwerk Erdgeschoss und Fachwerk Obergeschoss, Satteldach, um 1800. Wichtiger Hof für Ortsbild insbesondere durch Lage neben Dorfkirche. | 09240182 |
| Direkt Bild zu diesem Denkmal hochladen | Wohnstallhaus, Scheune und zwei Stallgebäude eines Vierseithofes                                        | Westbergstraße 87 (Karte)   | um 1810                   | Sozialgeschichtlich und baugeschichtlich von Bedeutung, geschlossen erhaltener ortsbildprägender Bauernhof in Fachwerkbauweise, die Stallgebäude mit altertümlicher Fachwerkkonstruktion (Thüringer Leiter). - Stallgebäude: Mit originalen Mitteldrehflügelfenstern auf der gesamten Flucht, Erdgeschoss massiv, Fachwerk Obergeschoss, Krüppelwalmdach, - Scheune: Fachwerk, Satteldach, - Wohnhaus: Im Giebelbereich Mauerwerk vorgeblendet, zu große Fenster, Fachwerk auf Hofseite erhalten. | 09240181 |
| Direkt Bild zu diesem Denkmal hochladen | Häuslerhaus                                                                                             | Westbergstraße 93 (Karte)   | um 1800                   | Sozialgeschichtlich und baugeschichtlich von Bedeutung, ein Fachwerkhaus. Fachwerk Obergeschoss, Erdgeschoss massiv, Satteldach, guter Originalzustand, Seitengebäude: mit Frackdach, Schuppen, Fachwerk Obergeschoss, Erdgeschoss massiv und beide Giebel, das kleine Seitengebäude wurde 2003 abgebrochen. | 09240179 |
| Direkt Bild zu diesem Denkmal hochladen | Wohnhaus, ehemalige Schule                                                                              | Westbergstraße 103 (Karte)  | 1835                      | Ortsgeschichtlich und baugeschichtlich von Bedeutung, ortsbildprägender Fachwerkbau. Fachwerk Obergeschoss, Erdgeschoss massiv, gezapfte Holzverbindungen, teilweise originale Fenster, fälschlicherweise 1993 unter Westbergstraße 105 erfasst. | 09240178 |
| Direkt Bild zu diesem Denkmal hochladen | Stallgebäude eines ehemaligen Vierseithofes                                                             | Westbergstraße 108a (Karte) | 19. Jahrhundert           | Wirtschaftsgeschichtlich und baugeschichtlich von Bedeutung, ein Fachwerkbau. - Stallgebäude: Fachwerk Obergeschoss, Erdgeschoss massiv, massiver Giebel, Satteldach, Giebel um 1900, - Wohnhaus: Fachwerk Obergeschoss, teilweise verputzt oder verbrettert, guter Originalbestand, Krüppelwalmdach. | 09240185 |
| Direkt Bild zu diesem Denkmal hochladen | Stallgebäude (mit Oberlaube), zweites Stallgebäude, Scheune und Wohnstallhaus eines Vierseithofes       | Westbergstraße 126 (Karte)  | bezeichnet 1790           | Sozialgeschichtlich und baugeschichtlich von Bedeutung, geschlossen erhaltener Bauernhof in Fachwerkbauweise, die Stallgebäude mit altertümlicher Fachwerkkonstruktion (V-Streben). Alle Fachwerk, Stallgebäude Erdgeschoss massiv, Satteldächer, vierbogige Oberlaube, - Wohnhaus: Diagonale Holzeinschubdecke in der Stube, Erdgeschoss massiv, eine Traufseite vermutlich massiv, Fachwerk Obergeschoss verkleidet oder verputzt, - Waschhausanbau aufgestockt, zu große Fenster. Wohnhaus wichtig für Ensemble, datiert am Türstock in der Stube mit „1790“. | 09240180 |